# Bracon rafagutierrezi
Bracon rafagutierrezi (лат.) — вид паразитических наездников рода Bracon из семейства браконид. Эндемик Коста-Рики. Назван в честь Rafa Gutiérrez Rojas директора SINAC (Ministerio de Recursos Naturales y Energía de Costa Rica, MINAE, Коста-Рика) в знак признания того, что он взял на себя эту трудную министерскую задачу в правительстве.

## Описание
Длина тела около 4 мм. Основная окраска жёлтая и чёрная. Этот вид можно морфологически отличить от своего ближайшего соседа по BIN-индексу по тому, что все бёдра темно-коричневые, а метасома темно-коричневая дорсально, начиная с третьего тергита, по сравнению со всеми жёлтыми бёдрами, а метасома — от жёлтого до светло-коричневого дорсально. Выделение вида произведено на основании молекулярного баркодирования последовательности нуклеотидов по цитохром оксидазе COI. Эктопаразитоид гусениц бабочки Cosmorrhyncha albistrigulana (Tortricidae), питающейся на Dialium guianense (Fabaceae).  Вид был впервые описан в 2021 году американским гименоптерологом Michael J. Sharkey (The Hymenoptera Institute, Redlands, США) по типовым материалам из Коста-Рики.